# Eugène Ysaÿe
Eugène Ysaÿe [øʒɛn iza.i]IPA (16. července 1858 Lutych – 12. května 1931 Brusel) byl belgický houslový virtuóz, hudební skladatel a dirigent.

## Život
Na housle se učil od pěti let, prvním učitelem byl jeho otec. Ve dvanácti ho objevil slavný houslista Henri Vieuxtemps a zařídil mu vyučování u svého žáka Henryka Wieniawského na konzervatoři v Lutychu. Později učil Eugèna i sám.
Po absolutoriu na konzervatoři nastoupil Eugène Ysaÿe k orchestru Benjamina Bilseho (budoucí Berlínská filharmonie). Ve svých sedmadvaceti letech se pak stal sólistou francouzského souboru Concerts Colonne. Roku 1886 založil kvarteto nesoucí jeho jméno. Skladby mu věnovali skladatelé jako Claude Debussy, Camille Saint-Saëns, César Franck nebo Ernest Chausson. Nejvíce se však proslavil svými interpretacemi skladeb Johanna Sebastiana Bacha a Ludwiga van Beethovena. Ve hře na housle jej však postupně začalo limitovat jeho zdraví, neboť trpěl cukrovkou. Soustředil se pak více na pedagogickou činnost, vedení souborů a kompozici.
K jeho nejslavnějším vlastním skladbám patří Sonáta pro sólové housle (op. 27) a Sonáta pro violoncello bez doprovodu (op. 28).
Již ve 28 letech byl jmenován profesorem na bruselské konzervatoři - k jeho slavným žákům zde patřili např. Nathan Milstein a violista William Primrose. Roku 1898 mu bylo nabídnuto místo ředitele Newyorské filharmonie, tehdy však odmítl kvůli svému nabitému koncertnímu kalendáři. Až roku 1918 přijal místo ředitele Symfonického orchestru v Cincinnati, který vedl do roku 1922. Na začátku 30. let se jeho problémy s cukrovkou zhoršily natolik, že mu musela být amputována noha (1931). Zemřel krátce poté dne 12. května 1931 v Bruselu.